# تک‌تیرانداز (فیلم ۱۳۹۹)
تک‌تیرانداز فیلمی به کارگردانی علی غفاری و تهیه‌کنندگی ابراهیم اصغری محصول بنیاد فرهنگی روایت فتح در سال ۱۳۹۹ است. این فیلم نخستین بار در سی و نهمین جشنواره فیلم فجر به نمایش درآمد و برنده سیمرغ بلورین بهترین فیلم از دیدگاه ملی و بهترین جلوه‌های ویژه میدانی شد.

## داستان
دربارهٔ یک تک تیرانداز ایرانی به نام عبدالرسول زرین در جنگ ایران و عراق است که صدام برای سر او جایزه تعیین کرده است. سرهنگ قیوم راشد که افسر ارتش بعثی است برای گرفتن جایزه و انتقام از او فرماندهی قرارگاه بصره را به عهده می‌گیرد.

## بازیگران
| بازیگر          | نقش                     |
| --------------- | ----------------------- |
| کامبیز دیرباز   | عبدالرسول زرین          |
| امیررضا دلاوری  | حسین خرازی              |
| علیرضا کمالی    | عماد                    |
| عبدالرضا نصاری  | سرهنگ قیّوم راشد         |
| مالک محمدآبادی  | قاسم                    |
| اسماعیل خلج     | محمدجعفر                |
| حسین پوریده     | سرگرد عبدالقادر         |
| عبدالحلیم تقلبی | تیمسار خمیس             |
| انوش معظمی      | معاذ، تک تیرانداز عراقی |
| مهدی شیخ عیسی   | ماهر الفوزی             |
| یاسین مسعودی    | مصطفی                   |
| حسین شریفی      | علی                     |

## جوایز
| بخش                                | نامزد           | نتیجه       | جایزه        |
| ---------------------------------- | --------------- | ----------- | ------------ |
| بهترین جلوه‌های ویژه میدانی         | ایمان کرمیان    | برنده       | سیمرغ بلورین |
| سیمرغ زرین بهترین فیلم از نگاه ملی | ابراهیم اصغری   | برنده       | سیمرغ بلورین |
| بهترین صدابردار                    | شهرام متولی‌باشی | نامزدشده    | سیمرغ بلورین |
| بهترین صداگذار                     | حسین ابوالصدق   | نامزدشده    | سیمرغ بلورین |
| بهترین فیلم از نگاه تماشاگران      | ابراهیم اصغری   | مساوی چهارم | سیمرغ بلورین |

## موسیقی
سازنده موسیقی متن فیلم «تک تیرانداز» احسان بیرقدار است که آن را در سال ۱۳۹۹ ساخته است. به گزارش خبرگزاری دانشجو، ۱۶ قطعه موسیقایی از موسیقی متن این فیلم، در قالب یک آلبوم موسیقی در سال ۱۴۰۱ منتشر شده است.

## تحلیل و نقد
علی غفاری: ما در فیلم «تک تیرانداز» تلاش کردیم نوع جهان‌بینی شهید نسبت به جنگ و مبارزه را که با تمام تک‌تیراندازان جهان متفاوت است را به تصویر بکشیم. تصمیم نداشتیم این فیلم زندگینامهٔ این شهید باشد. این فیلم برشی هر چند کوتاه از دوران حضور شهید زرین در جبهه‌های نبرد بوده است. کامبیز دیرباز یکی از بازیگران خوب و با اخلاق سینمای ایران است و سن و سالش هم به شهید زرین نزدیک بود.
مهرزاد دانش: تاکنون ۴ فیلم جشنواره را دیده‌ام و هیچ‌یک را دوست نداشتم: «ابلق» نرگس آبیار، «بی‌همه‌چیز» محسن قرایی، «شیشلیک» محمدحسین مهدویان و «تک‌تیرانداز» علی غفاری. این که این فیلم‌ها از چه می‌گویند اهمیت ندارد؛ مهم کیفیت و چگونهٔ گفتنِ نازل و ناسازشان است. دغدغهٔ کیفیت، چه شیب نزولی‌ای یافته.
مهدی تهرانی منتقد سینما، نیز در نقد این فیلم می‌گوید: سه شاخصه شجاعت، وظیفه‌شناسی و میهن‌پرستی سه رکن اساسی قواعد ژانر درام جنگی به ویژه برای کاراکتر نقش اول هستند که وجود این ارکان، در فیلم دلیل منطقی دارد. اگر فیلم جنگی قرار است «قهرمان محور» باشد؛ باید این سه شاخصه در تمام فیلم مرتباً تکرار شود. همچنین در «تک تیرانداز» مخاطب نیاز دارد، برخی از ویژگی‌های زرین را در فیلم ببیند؛ اما علی غفاری کارگردان فیلم، نتوانسته این سه شاخصه‌ای را که در بالا گفتم به‌خوبی دربیاورد و از این جهت تک تیرانداز ناقص و ضعیف است.

## پخش از تلویزیون
برای نخستین بار در سینمای ایران دو فیلم تک تیرانداز و یدو پیش از اکران عمومی در سینما، به مناسبت نوروز ۱۴۰۰ از تلویزیون برای مخاطبان به نمایش درآمدند. تک تیرانداز در تاریخ پنج فروردین به روی آنتن شبکه سه رفت و پس از آن در تاریخ نهم فروردین از شبکه یک سیما به نمایش درآمد.